# Main Teri Parchhain Hoon
 (janvier 2024).
Main Teri Parchhain Hoon est un feuilleton télévisé indien en 224 épisodes de 22 minutes créée par Rajshri Productions et diffusé entre le 18 janvier 2008 et le 12 février 2009 sur Imagine TV.
Cette série est inédite dans tous les pays francophones.

## Synopsis
Anchal rêve de devenir styliste. Alors qu'elle se rend à un rendez-vous important pour sa carrière, son autocar tombe en panne et elle fait la connaissance de Jayah, mariée à Sidart et mère de trois enfants, Aiush, Juhi et Sashin. Les deux jeunes femmes sympathisent et échangent leurs tickets de bus afin qu'Anchal puisse poursuivre son trajet rapidement. Mais le véhicule dans lequel se trouve Jayah a un grave accident au cours duquel elle meurt.
Anchal se sent responsable de la mort de Jayah et veut aider sa famille. Elle tombe amoureuse de Sidart et décide de devenir la belle-mère des trois enfants malgré l'hostilité de Aiush.

## Distribution
- Lata Sabharwal (en) : Jaya Siddharth Tyagi
- Megha Gupta : Aanchal Siddharth Tyagi
- Sameer Dharmadhikari (en) : Siddharth Hariman Tyagi
- Abir Goswami (en) : Dheeraj Hariman Tyagi
- Kiran Bhargava (en) : Lalita Devi Hariman Tyagi
- Neeraj Kshetarpal : L'oncle d'Aanchal
- Leena Prabhu : La tante d'Aanchal
- Rajat Wats : Manu
- Uday Tikekar (en) : Ramakant
- Nishigandha Wad (en) : Bharti
- Shailesh Datar (en) : Ravikant
- Pramathesh Mehta : Hariman Tyagi
- Indu Verma : Chanchal Dheeraj Tyagi
- Aman Sondhi : Dr Sudeep